# Janne Schäfer
Janne Schäfer (Henstedt-Ulzburg, 28 maggio 1981) è un'ex nuotatrice tedesca.

## Carriera
Fortemente specializzata nella rana e nella staffetta mista, ha vinto diversi titoli sia in campo continentale che mondiale, trionfando anche in vasca corta.

## Palmarès
- Mondiali in vasca corta

Atene 2000: argento nella 4x100m misti.
- Europei

Istanbul 1999: bronzo nei 50m.
Eindhoven 2008: oro nei 50m rana.
- Europei in vasca corta

Lisbona 1999: oro nella 4x50m misti e bronzo nei 50m rana.
Antwerp 2001: argento nei 50m rana e nella 4x50m misti.
Riesa 2002: bronzo nei 50m rana.
Trieste 2005: oro nei 50m rana e argento nella 4x50m misti.
Helsinki 2006: oro nei 50m rana e nella 4x50m misti e bronzo nei 100m rana.
Debrecen 2007: oro nei 50m rana e nella 4x50m misti.
Rijeka 2008: argento nei 50m rana e nella 4x50m misti.
Istanbul 2009: bronzo nei 50m rana.
- Vincitrice della Coppa del Mondo dei 50m rana nel 2000

- Universiadi

Smirne 2005: bronzo nei 50m rana.
Bangkok 2007: oro nei 50m rana.